# Оберндорф-ам-Лех
Оберндорф-ам-Лех (нем. Oberndorf am Lech) — община в Германии, в земле Бавария. 
Подчиняется административному округу Швабия. Входит в состав района Донау-Рис.  Население составляет 2366 человек (на 31 декабря 2010 года). Занимает площадь 19,36 км².

## Внешние ссылки
- Официальная страница